# Ross Revenge (schip, 1960)
De Ross Revenge is een schip dat als zendschip van de zeezender Radio Caroline, Radio Monique en verschillende religieuze radiozenders fungeerde en nu nog regelmatig uitzendingen verzorgt.

## Geschiedenis
Het schip is in 1960 gebouwd in Bremerhaven, Duitsland en voer als commerciële trawler onder de naam Freyr onder IJslandse vlag. Nadat het schip was verkocht aan Ross Fisheries in Grimsby in 1963 veranderde de naam in Ross Revenge, met visserijnummer GY718. In de laatste kabeljauwoorlog heeft het nog een Engels oorlogsschip geramd. Door deze Engels/IJslandse oorlogen werd het uit de vaart genomen omdat er geen werk meer was en werd het schip overgebracht naar Cairnryan, een Schotse havenplaats, voor de sloop.
Het schip werd in 1981 gekocht door Radio Caroline, dat na het zinken van het eerste zendschip, de Mi Amigo op 20 maart 1980 zonder zendschip zat. De Ross Revenge werd door de Spaanse sleepboot Aznar Jose Luis overgebracht naar Solares in de buurt van Santander aan de Spaanse noordkust, waar het schip werd omgebouwd van trawler tot zendschip. Op het dek werd een zendmast van 90 meter geplaatst, tot op heden het hoogste bouwwerk ooit op een schip geïnstalleerd. In het ruim werden twee RCA Ampliphase zenders geïnstalleerd, waarvan één met een vermogen van 50 kW. Achter de brug werden twee radiostudio's gebouwd. Het schip verliet op 4 augustus 1983 op eigen kracht de haven van Santander maar door motor-problemen werd de Spaanse sleepboot Aznar Jose Luis weer ingehuurd, en begon 20 augustus 1983 officieel met uitzenden. Om de exploitatie van het schip financieel rond te krijgen, verhuurde eigenaar Ronan O'Rahilly de 50 kW zender in 1984 aan enkele Nederlandse zakenpartners die vanaf 15 december 1984 starten met de Nederlandse zeezender Radio Monique.
Op 25 november 1987 brak tijdens een zware storm de 90 meter hoge zendmast af. De mast had op 16 oktober 1987, de dag dat er ook al een zeer zware storm over Engeland trok, structurele schade opgelopen die men niet afdoende had verholpen. Beide stations waren genoodzaakt hun uitzendingen te staken. Op 3 december was Radio Caroline weer in de lucht op laag vermogen.
Bij entering door de Britse en Nederlandse opsporingsdiensten op 19 augustus 1989 werd de Ross Revenge gestript van vrijwel alle apparatuur. Op 5 november 1991 sloot de zeezender en daarna was het schip op 19 november 1991 van haar ankers losgeslagen en strandde bij Goodwin Sands.
Het schip is nog steeds eigendom van Radio Caroline. In 1999 werd elk weekend uitgezonden en binnen een jaar weer elke dag. Het kreeg een schilderbeurt en lag in het zomerseizoen aan het eind van de Southend Pier. Daar sneuvelde door werkzaamheden de hoofd 11kV voeding van het schakelstation op de pier, waardoor alle winkels, voorzieningen, de navigatieverlichting en zelfs het reddingsbootstation daar zonder stroom kwamen te zitten. Omdat herstel dagen zou duren werd een 250kVA 6 cilinder M.A.N. generator van het schip opgestart en gedurende de herstelperiode werd alle infrastructuur gevoed dankzij Radio Caroline en de Ross Revenge. In 2000 keerde de Ross Revenge terug naar haar ligplaats  in Queenborough. Sinds 2016 ligt het schip in de monding van River Blackwater en doet dienst als Radio Caroline / Radio Monique museum.